# Homecoming: The Live Album
Homecoming: The Live Album è il quinto album dal vivo della cantante statunitense Beyoncé, pubblicato il 17 aprile 2019.
L'uscita dell'album coincide con quella di Homecoming, un film concerto della performance dell'artista al Coachella Valley Music and Arts Festival di Indio, in California, tenutasi nell'aprile 2018. Entrambi i progetti della performance, ridefinita Beychella e descritta come «storica» da numerosi critici musicali e media, sono stati elogiati dalla critica, ottenendo numerosi riconoscimenti, tra cui un NAACP Image Award come migliore album per il progetto discografico, e sei candidature ai Primetime Emmy Awards per il progetto cinematografico.

## Antefatti eBeychella
Il 4 gennaio 2017 Beyoncé è stata annunciata come headliner del Coachella Valley Music and Arts Festival, programmato nell'aprile dello stesso anno. Tuttavia, il 23 febbraio 2017 la cantante ha rinviato l'esibizione all'anno successivo, a causa delle preoccupazioni dei medici riguardo alla sua gravidanza di due gemelli, Siri e Rumi, la cui nascita è avvenuta nel giugno successivo. Il festival ha quindi sostituito Beyoncé con la collega Lady Gaga.
Con la riprogrammazione del 2018, Beyoncé diventata la prima donna di colore ad essere headliner del festival e terza donna in tale ruolo, dopo Björk (2002 e 2007) e Lady Gaga.
Per le esibizioni del 14 e del 21 aprile 2018, Beyoncé si è esibita con 100 ballerini, oltre che con la partecipazione del marito Jay-Z, la sorella Solange, i membri delle Destiny's Child Kelly Rowland e Michelle Williams, è il cantante colombiano J Balvin. Beyoncé ha suonato un set di 26 canzoni per i 125.000 spettatori presenti e per 9 milioni di persone che hanno guardato il live-stream su YouTube e la successiva riproduzione nelle ventiquattrore successive.
Per l'impatto mediatico e culturale della presenza di Beyoncé al festival, la performance è stata ridefinita Beychella, dall'unione del nome della cantante e il titolo del festival. Secondo Nielsen SoundScan l'impatto del concerto ha generato uno dei più alti incrememti di vendite di brani digitali a seguito di una performance televisiva, stream o concerto dal vivo in meno di ventiquattro ore, rispettivamente del 767% per la discografia delle Destiny's Child e del 228% per la discografia di Beyoncé.

## Accoglienza
| Recensione | Giudizio |
| ---------- | -------- |
| AllMusic   |          |

Homecoming: The Live Album è stato accolto da un ampio consenso da parte della critica, ottenendo su Metacritic un punteggio medio ponderato di 95/100.
Scrivendo per il Los Angeles Timess, Sonaiya Kelley ha definito il progetto come «uno dei più grandi album dal vivo di sempre», divenendo «l'album è un pezzo di storia e cultura afroamericana». Scrivendo per Rolling Stone, Brittany Spanos ha descritto l'album come «trionfale» e «impressionante». La giornalista ha notato che l'album dal vivo è sembrato una raccolta di greatest hits, reinterpretata per adattarsi al tema dell'homecoming, tradizione delle scuole nordamericane in cui si invitano ex studenti del college e alla banda scolastica per dare il benvenuto alle nuove matricole.
Bernadette Giacomazzo di HipHopDX ha definito l'album un «trionfo artistico-sonoro», nonché una «pietra miliare culturale e, molto probabilmente, l'album dal vivo di una generazione». Giacomazzo descrive che ciò che rende l'album «così classico è che Beyoncé chiarisce l'eccellenza nera, personificata nella sua performance, facendo credere al pubblico che anche loro sono l'eccellenza nera personificata». In una recensione per Pitchfork, Danielle Jackson ha elogiato l'album come una conservazione «stupefacente» dell'esibizione di Beyoncé al Coachella, lodandone l'attenzione per gli artisti afroamericani storici. Ha scritto che l'esibizione ha messo in mostra Beyoncé al suo apice vocale e fisico, celebrando al contempo «la complessa, diasporica consapevolezza della cultura nera». Ha anche applaudito il mix e l'ingegnerizzazione dell'album e ha concluso che il «meraviglioso, estasiante collage» potrebbe essere uno degli album più importanti di Beyoncé.

### Riconoscimenti di fine anno
- 2º — Idolator[30]
- 6º — People[31]
- 6º — The Washington Post[32]
- 7º — USA Today[33]
- 8º — NPR[34] (Ken Tucker)
- 10º — Us Weekly[35]
- 12º — Billboard[36]
- 14º — Pitchfork[37]

## Riconoscimenti
BET Awards
- 2020 - Candidatura all'album dell'anno[38]

Billboard Music Awards
- 2020 - Candidatura al Top R&B Album[39]

NAACP Image Award
- 2020 - Miglior album[11]

## Tracce
1. Slater Thorpe – Welcome – 3:16 (testo: Beyoncé, Quincy Jones, Charles Emanuel Smalls, Michael Cooper, Asheton Hogan, Kendrick Lamar Duckworth, Anthony Tiffith, Michael Williams, Shawn Carter, Elbernita Clark, Ernest Dion Wilson)
2. Crazy in Love – 2:47 (testo: Beyoncé, S. Carter, Richard Harrison, Eugene Record, Dwayne Carter, Terius Gray, Byron O. Thomas, Timothy Mosley, Sean Michael Anderson, Stanley Kirk Burrell, Ernest Clark, James Johnson, Alonzo Miller, Marcos Palacios)
3. Freedom – 1:54 (testo: Jonathan Coffer, Beyoncé, Carla Williams, Arrow Benjamin, Duckworth, Frank Tirado, Alan Lomax, John Lomax, Sr., Calvin Broadus, Awood Johnson, Craig Lawson, Corey Miller)
4. Lift Every Voice and Sing – 2:09 (testo: James Weldon Johnson)
5. Formation – 4:23 (testo: Beyoncé, M. Williams, Khalif Brown, Hogan)
6. So Much Damn Swag (interludio) – 0:59 (testo: Beyoncé)
7. Sorry – 6:34 (testo: Diana Gordon, Sean MeLo-X Rhoden, Beyoncé, Scott Storch, Robert Waller)
8. Kitty Kat – 0:42 (testo: Pharrell Williams, S. Carter, Beyoncé)
9. Bow Down – 1:28 (testo: Gordon, Rhoden, Beyoncé, S. Carter, Kirk Andre Bennett, Miguel Collins, Mike Dean, Bobby Dixon, Ebony Naomi Oshunrinde, Jacques Webster, Demacio Castellon, Chris Godbey, Leslie Jerome Harmon, Garland Waverly Mosley, Jr., Mosley)
10. I Been On – 2:40 (testo: Beyoncé, Jamal Jones, Mosley)
11. Drunk in Love – 4:14 (testo: S. Carter, Rasool Díaz, Noel Fisher, Harmon, Beyoncé, Mosley, Andre Proctor, Brian Soko, James Edward Fauntleroy II, Godbey, Miguel Jontel Pimentel, Justin Timberlake, James H. Shelton, Alviticus Bryant, Kevin Michael Erondu, Michael Gordon, Jared Rice, Sedarius Spearman, Keishaun Patrick Watts, Amund Bjørklund, Mikkel Eriksen, Tor Hermansen, Espen Lind, Shaffer Smith)
12. Diva – 2:46 (testo: Shondrae Crawford, Sean Garrett Hamler, Beyoncé, Aubrey Graham, Anthony Palman, Matthew Samuels, Noah Shebib, Odis Flores, S. Carter)
13. Flawless / Feeling Myself – 3:58 (testo: Beyoncé, Chauncey Hollis, Raymond Martin, Rashad Muhammad, Terius Nash, Onika Maraj, Solána Rowe, Bennett, Collins, Dean, Dixon, Oshunrinde, Webster, Sharon Kaye Abshire, Graham, Bernard Joseph Gerard, Shebib, Marvin Thomas, Justin Garner, Antoine McColister, William Roberts, Nayvadius Wilburn, M. Williams, Jordan Carter, Jordan Jenks, Symere Woods, Marquis King, Manuel Alvarenga, André Benjamin, Patrick Brown, Antwan Patton)
14. Top Off – 1:23 (testo: S. Carter, Wilburn, Denisia Andrews, Brittany Coney, Khaled Khaled, Beyoncé, Joe Zarillo)
15. 7/11 – 3:04 (testo: Adrian Bruesch)
16. Bug a Boo Roll Call (interludio) – 1:58 (testo: Beyoncé, Burt Bacharach, Jahron Brathwaite, Ingrid Burley, S. Carter, Hal David, Floyd Nathaniel Hills, Khaled, Ian Dench, Eriksen, Amanda Ghost, Hermansen, Makeba Riddick, Chad Hugo, P. Williams)
17. Party – 3:48 (testo: André Benjamin, Jeffrey Bhasker, Douglas Davis, Beyoncé, Dexter Mills, Ricky Walters, Kanye West)
18. Don't Hurt Yourself – 4:17 (testo: Jack White, Beyoncé, D. Gordon, James Page, Robert Plant, John Paul Jones, John Bonham)
19. I Care – 4:09 (testo: Bhasker, Hugo, Beyoncé)
20. Partition – 2:19 (testo: Dean, Beyoncé, Mosley, Nash, Timberlake, Harmon, Dwane Weir II)
21. Yoncé – 1:08 (testo: Dean, Harmon, Beyoncé, Mosley, Nash, Timberlake)
22. Mi gente (feat. J Balvin) – 2:57 (testo: Ashadally Adam, Beyoncé, Mohombi Moupondo, Nash, José Alvaro Balvin, Suarez Ramirez, Echavarria Andrés Restrepo, Willy William, Sidney Brown, Graham, Shebib, Jordan Ullman, Weir, Diaz, Fisher, Sia Furler, Gregory Kurstin, Proctor, Soko)
23. Baby Boy – 1:32 (testo: S. Carter, Sean Henriques, Ini Kamoze, Beyoncé, Storch, Waller, Mario Antonio Dunwell, Adidja Palmer, Linton White, Davis, Quame Riley)
24. You Don't Love Me (No, No, No) – 1:12 (testo: Euwart Asman Beckford, Joshua Bishop Kelley, Willie C. Cobbs, Winston Delano Riley, Ophlin Russell-Meyers)
25. Hold Up – 0:46 (testo: Thomas Wesley Pentz, Ezra Koenig, Beyoncé, Emile Haynie, Joshua Tillman, Uzoechi Emenike, Rhoden, Doc Pomus, Mort Shuman, DeAndre Way, Antonio Randolph, Kelvin McConnell, Brian Chase, Karen Orzolek, Nick Zinner)
26. Countdown – 1:43 (testo: Michael Bivins, Ester Dean, Julie Frost, Beyoncé, Cainon Lamb, Nathan Morris, Wanya Morris, Nash, Robert Shea Taylor, Karl Rubin Brutus, Rogét Chahayed, Julian Gramma, Shelley Massenburg-Smith, Miles Parks McCollum)
27. Check on It – 1:16 (testo: Angela Beyince, Kasseem Dean, Hamler, Beyoncé, Stayve Thomas)
28. Déjà Vu (feat. Jay-Z) – 4:50 (testo: S. Carter, Rodney Jerkins, Beyoncé, Kellie Price, Riddick, Delisha Thomas, John Webb, Jr., Fela Anikulapo Kuti, Manu Dibango, Thomas R. Brenneck, Sean Combs, Levar Coppin, Michael Joseph Deller, David Anthony Guy, Deleno Matthews, Leon Michels, Gabriel Roth, Homer Steinweiss, Hamler, Williams)
29. The Bzzzz Drumline (interludio) – 3:10 (testo: Beyoncé, Derek Dixie, Bzzzz Drumline, Harold Lilly, Jr., Elvis Williams, Pastor Troy, George Clinton Jr., Grace Cook Hazel, Corey J. Johnson, Marrico D. King, Ralph Leverston, Martin Wondosas, Demetrius Hubert)
30. Run the World (Girls) – 3:53 (testo: Beyoncé, Nash, Palmer, Pentz, David James Andrew Taylor, Nick van de Wall, Beyince, Solange Knowles, Jesse Rankins, Eddie Smith III, Jonathan Wells, R.S. Taylor, Jackie Jackson, Michael Jackson)
31. Lose My Breath (feat. Kelly Rowland & Michelle Williams) – 1:31 (testo: Beyoncé, Fred Jerkins III, Rowland, LaShawn Daniels, Michelle Williams, R. Jerkins, Hamler, S. Carter, Beyince, Don Davis, Patrick Denard Douthit, Eddie C. Robinson)
32. Say My Name (feat. Rowland & Williams) – 1:52 (testo: Beyoncé, Jerkins III, Rowland, Daniels, LaTavia Roberson, LeToya Luckett, R. Jerkins)
33. Soldier (feat. Rowland & Williams) – 2:11 (testo: Beyoncé, Clifford Harris, D. Carter, Rowland, Michelle Williams, Harrison, Dean Garrett, Bobby Byrd, S. Carter, Justin Gregory Smith, John Cocker, Woodrow Cunningham, Norman Durham, Mikel Hooks, Ronald Hudson, Christopher Stainton, Larry Troutman, Roger Troutman, Davis, Donald Fletcher, Weldon Parks)
34. Get Me Bodied – 4:23 (testo: Beyoncé, K. Dean, Hamler, Beyoncé, S. Knowles, Riddick, Jerome Temple, Orville Erwin Hall, Phillip Glen Price, Chadron Moore, Jasiel Robinson, King Solomon Logan, Harmon)
35. Single Ladies (Put a Ring on It) – 3:27 (testo: Thaddis Harrell, Beyoncé, Nash, Christopher Stewart)
36. Lift Every Voice and Sing (feat. Blue Ivy Carter) (Blue's version) – 1:42 (testo: James Weldon Johnson)
37. Love on Top – 3:47 (testo: Beyoncé, Nash, R.S. Taylor, Cooper)
38. Shining (Thank You) – 2:39 (testo: Bacharach, Brathwaite, Burley, S. Carter, David, Hills, Khaled, Beyoncé)
39. Before I Let Go – 4:01 (testo: Frankie Beverly, Larry Blackmon, Tomi Jenkins, Jerome Temple, Beyoncé – musica: Tay Keith, Beyoncé, Dixie (prod. agg.)) – Bonus track
40. I Been On – 2:25 (testo: Beyoncé, Jamal Jones, Mosley, Solonne-Myvett, Theron Thomas, Timmy Thomas, Uwaezuoke – musica: Timbaland, Harmon (co-prod.)) – Bonus track

Samples
- Formation contiene un estratto dal discorso "That Blackness" di Nina Simone del febbraio 2013.
- Don't Hurt Yourself contiene un estratto dal discorso "Who Taught You to Hate Yourself" del 5 maggio 1962 di Malcolm X.
- Run the World (Girls) contiene un estratto dal discorso "We Should All Be Feminists" del dicembre 2012 di Chimamanda Ngozi Adichie.
- Before I Let Go contiene un campionamento di Get Ready Ready da DJ Jubilee, uno di Before I Let Go da Maze ft. Frankie Beverly e un'interpolazione di Candy scritta da Larry Blackmon e Tomi Jenkins.

## Formazione
- Beyoncé - direzione performance, produzione esecutiva e direzione musicale
- Derek Dixie - direzione musicale

Band
- Simone Bozyermini
- Janee Dixon
- Chris Gray
- Arnetta Johnson
- Chris Johnson
- Corbin Jones
- Marie Katre
- Ariel O'Neal
- Peter Ortega
- Lauren Robinson
- Crystal Torres
- Rie Tsuji
- Lessie Vonner
- Venzella Joy Williams
- Vidie Williams

The Bzzzz (banda musicale dal vivo)
- Rasaq Adeyemi
- Larry Allen
- Mathew Ashraf
- Jacques Bell
- Alex Blake
- Tallie Brinson
- Issac Carter
- Kadeem Chambers
- Brandon Cunningham
- Jalen Harvey
- Rashaad Horne
- Keir Garner
- Dasmyn Grigsby
- Michael Jones
- Giovanni Luevano
- Lomario Marchman
- Maurice Mosley
- Naderah Munajj
- Joey Oakly
- Sjoerd Onley
- Ralph Nadar
- Jason Price
- Loubins Richard
- Erin Robinson
- Travord Rolle
- Brian Snell
- Nathaniel Spencer
- Sean Torres
- Wayne Westley

Coro
- Tiffanie Cross
- Jasmin Cruz
- Steve Epting
- Naarai Jacobs
- Jamal Moore
- Dwanna Orange
- Kiandra Richardson
- Tiffany Ryan
- Jerome Wayne
- Chimera Wilson
- Cameron Wright
- George Young

Corde
- Crystal Alforque
- Nathalie Barret-Mas
- Amber Camp
- Jasmin Charles
- Rhea Hosanny
- Jessica Mcjunkins
- Ezinma Ramsey
- Chala Yancy
- Crystal Brooke

Produzione
- Teresa LaBarbera - supervisione produzione audio
- Mariel Gomerez - coordinamento musicale
- Stuart White - tecnico di mixing musicale e post audio
- Derek Dixie - tecnico di mixing musicale e post audio
- Lester Mendoza -  tecnico mixing musicale, registrazione e post audio
- Daniel Pampuri - tecnico registrazione
- Eric Hoffman – tecnico post audio
- Daniel Pampun – assistente tecnico
- Scott Kramer – assistente tecnico
- Colin Leonard – mastering

## Classifiche

### Classifiche settimanali
| Classifica (2019)         | Posizione massima |
| ------------------------- | ----------------- |
| Australia                 | 18                |
| Austria                   | 46                |
| Belgio (Fiandre)          | 36                |
| Belgio (Vallonia)         | 106               |
| Canada                    | 7                 |
| Danimarca                 | 11                |
| Finlandia                 | 41                |
| Francia                   | 34                |
| Germania                  | 41                |
| Irlanda                   | 20                |
| Italia                    | 52                |
| Lettonia                  | 23                |
| Lituania                  | 8                 |
| Nuova Zelanda             | 22                |
| Norvegia                  | 18                |
| Regno Unito               | 1                 |
| Spagna                    | 88                |
| Stati Uniti               | 4                 |
| Stati Uniti (R&B/Hip-Hop) | 2                 |
| Svezia                    | 33                |
| Svizzera                  | 15                |

### Classifiche di fine anno
| Classifica (2019) | Posizione |
| ----------------- | --------- |
| Belgio (Fiandre)  | 196       |
| Stati Uniti       | 155       |